# Simona Petkova
Simona Petkova (in bulgaro Симона Петкова?) (Gabrovo, 3 settembre 1993) è una calciatrice bulgara, centrocampista del Thun Berner Oberl..

## Carriera

### Nazionale
Petkovainizia ad essere convocata dalla Federcalcio bulgara nel 2009, indossando per la prima volta la maglia della sua nazionale con la formazione under 17 in occasione della prima fase di qualificazione all'Europeo 2010 di categoria, scendendo in campo in tutti i tre incontri in programma prima dell'eliminazione.
L'anno successivo passa all'under 19, selezione con la quale prende parte alle qualificazioni sia dell'Europeo di Italia 2011 che a quelle di Turchia 2012, entrambe concluse con l'eliminazione dal torneo già alla prime fase eliminatoria, marcando complessivamente 4 presenze.
Nel 2011 arriva anche la prima convocazione in nazionale maggiore, chiamata dal commissario tecnico Valentin Chakarov in occasione delle qualificazioni all'Europeo di Svezia 2013, facendo il suo debutto da titolare il 19 maggio 2012, nel ritorno esterno perso 4-1 con l'Irlanda del Nord. Rimane poi nel giro della nazionale per i successivi nove anni, disputando le qualificazioni ai successivi Europei dei Paesi Bassi 2017, di Inghilterra 2022 e di Svizzera 2025, dove sigla la sua prima rete nella vittoria di misura con il Kazakistan del 5 aprile 2024, mancando sempre l'accesso alla fase finale, oltre alla prima edizione della UEFA Women's Nations League.

## Palmarès
- Campionato bulgaro femminile: 4

NSA Sofia: 2010-2011, 2011-2012, 2012-2013, 2013-2014
- Coppa di Bulgaria femminile: 4

NSA Sofia: 2010-2011, 2011-2012, 2012-2013, 2013-2014